# Ik geloof in geluk
Ik geloof in geluk is een nummer van de Nederlandse zanger Guus Meeuwis uit 2017, in samenwerking met de Nederlandse zangeres Ilse DeLange. Het is de tweede single van Meeuwis' elfde studioalbum Geluk.
Meeuwis schreef "Ik geloof in geluk" samen met DeLange en JB Meijers in Nashville, tijdens de opnames van het tv-programma Ilse's Veranda. Het nummer is een ballad, en het meest persoonlijke nummer dat Meeuwis ooit maakte. Het gaat over de lastige tijd tijdens een scheiding die de zanger heeft meegemaakt, over het maken van moeilijke keuzes en het even niet meer helder zien, maar vooral over hoop en er weer bovenop komen. Meeuwis heeft er bewust voor gekozen om over die gebeurtenis te vertellen in muziek. Op deze manier kan hij het verhaal vertellen zoals hij wil. "Als muzikant moet je over de goede dingen vertellen, maar ook over de mindere dingen. Dat is wel zo eerlijk", aldus Meeuwis. Meeuwis promootte het nummer in diverse ochtendshows. Toch wist het nummer geen hitlijsten te bereiken.